# Весна (картина Мане)
«Весна, Жанна де Марси» (фр. Printemps, Jeanne de Marsy) — картина французского художника Эдуарда Мане, написанная в 1881 году. На картинах изображена парижская актриса Жанна де Марси как аллегория весны. Находится в коллекции Музея Гетти в Лос-Анджелесе (США).

## Сюжет и описание
«Весна» была первой из запланированного тетраптиха аллегорических произведений Мане с использованием шикарных парижанок для изображения четырёх времён года. Идея художнику пришла от его друга журналиста и искусствоведа Антонена Пруста, который предложил такую серию, олицетворяющую современные идеалы женщины, моды и красоты. Серия так и не была закончена, а Мане умер через год после того, как завершил вторую часть — «Осень».
На картине изображена парижская актриса Жанна де Марси в цветочном платье с зонтиком и чепчиком на фоне пышной листвы и голубого неба, как воплощение весны. Картина также стала первым произведением искусства, когда-либо опубликованным в цвете.

## История
Картина дебютировала на Парижском салоне 1882 года и считалась величайшим и последним общественным успехом в карьере Мане в Салоне.
В ноябре 2014 года музей Дж. Пола Гетти заплатил за картину более 65 млн долларов, что превзошло предыдущий рекорд в 33,2 млн долларов за картину Мане, выплаченных за «Автопортрет с палитрой» (1878—1879) в 2010 году.